# Hikueru (Polinesia Francesa)
Hikueru es una comuna francesa situada en la subdivisión de Islas Tuamotu-Gambier, que forma parte de la colectividad de ultramar de Polinesia Francesa.

## Composición
Está formada por la unión de las dos comunas asociadas de Hikueru y Marokau, que abarcan los atolones de Hikueru, Marokau, Ravahere, Reitoru y Tekokota:
| Comuna asociada de Hikueru |     |      |    |
| Hikueru                    | 150 | 8    | 19 |
| Reitoru                    | 10  | 1.4  | 7  |
| Tekokota                   | 0   | 0.9  | 0  |
| Comuna asociada de Marokau |     |      |    |
| Marokau                    | 91  | 14.7 | 6  |
| Ravahere                   | 0   | 7    | 0  |

## Demografía
| Gráfica de evolución demográfica de Hikueru entre 1971 y 2012 |
|                                                               |

Fuente: Insee